# Erich Borchmeyer
Erich Borchmeyer (* 23. Januar 1905 in Münster; † 17. August 2000 in Bielefeld) war ein deutscher Leichtathlet.

## Karriere
Erich Borchmeyer war in den 1930er Jahren einer der besten Sprinter Europas. Dreimal konnte er den damaligen Weltrekord von 10,3 Sekunden laufen, jedoch wurde dieser aus technischen Gründen nie anerkannt. Bei den Olympischen Spielen 1932 in Los Angeles gewann Erich Borchmeyer im 4-mal-100-Meter-Staffellauf zusammen mit Helmut Körnig, Friedrich Hendrix und Arthur Jonath die Silbermedaille. Dabei konnte die deutsche Staffel zweimal an einem Tag einen neuen Weltrekord aufstellen. Im Wettkampf über 200 Meter schied er im Halbfinale aus.
Vier Jahre später bei den Olympischen Spielen in Berlin gewann Borchmeyer erneut im 4-mal-100-Meter-Staffellauf die Bronzemedaille. Teil der Staffel waren Wilhelm Leichum, Erwin Gillmeister und Gerd Hornberger. Im Wettkampf über 100 Meter wurde er mit einer Zeit von 10,7 Sekunden Fünfter.
Erfolgreich war er auch 1934 bei den ersten Europameisterschaften in Turin: Mit der 4-mal-100-Meter-Staffel, er war Schlussläufer, wurde er Europameister (41,0 s, gemeinsam mit Egon Schein, Erwin Gillmeister und Gerd Hornberger), und im 100-Meter-Lauf wurde er nach Zielfotoentscheid Zweiter (10,6 s).
Auf nationaler Ebene konnte Borchmeyer insgesamt 5 Gold-, 7 Silber- und 4 Bronzemedaillen bei Deutschen Meisterschaften gewinnen.
Erich Borchmeyer startete zunächst für Hannover 78 und später für den TuS Bochum 08, die Stuttgarter Kickers und Eintracht Frankfurt. In seiner aktiven Zeit war er 1,78 m groß und 81 kg schwer. In seiner Jugend war Borchmeyer aktiver Fußballer, er spielte Rechtsaußen beim VfL Osnabrück.